# Liste der Kulturdenkmale in Schedewitz/Geinitzsiedlung
Die Liste der Kulturdenkmale in Schedewitz/Geinitzsiedlung enthält die in der amtlichen Denkmalliste des Landesamtes für Denkmalpflege Sachsen ausgewiesenen Kulturdenkmale im Zwickauer Ortsteilen Schedewitz und Geinitzsiedlung.

## Legende
- Bild: Bild des Kulturdenkmals, ggf. zusätzlich mit einem Link zu weiteren Fotos des Kulturdenkmals im Medienarchiv Wikimedia Commons. Wenn man auf das Kamerasymbol klickt, können Fotos zu Kulturdenkmalen aus dieser Liste hochgeladen werden:
- Bezeichnung: Denkmalgeschützte Objekte und ggf. Bauwerksname des Kulturdenkmals
- Lage: Straßenname und Hausnummer oder Flurstücknummer des Kulturdenkmals. Die Grundsortierung der Liste erfolgt nach dieser Adresse. Der Link (Karte) führt zu verschiedenen Kartendiensten mit der Position des Kulturdenkmals. Fehlt dieser Link, wurden die Koordinaten noch nicht eingetragen. Sind diese bekannt, können sie über ein Tool mit einer Kartenansicht einfach nachgetragen werden. In dieser Kartenansicht sind Kulturdenkmale ohne Koordinaten mit einem roten bzw. orangen Marker dargestellt und können durch Verschieben auf die richtige Position in der Karte mit Koordinaten versehen werden. Kulturdenkmale ohne Bild sind an einem blauen bzw. roten Marker erkennbar.
- Datierung: Baubeginn, Fertigstellung, Datum der Erstnennung oder grobe zeitliche Einordnung entsprechend des Eintrags in der sächsischen Denkmaldatenbank
- Beschreibung: Kurzcharakteristik des Kulturdenkmals entsprechend des Eintrags in der sächsischen Denkmaldatenbank, ggf. ergänzt durch die dort nur selten veröffentlichten Erfassungstexte oder zusätzliche Informationen
- ID: Vom Landesamt für Denkmalpflege Sachsen vergebene, das Kulturdenkmal eindeutig identifizierende Objekt-Nummer. Der Link führt zum PDF-Denkmaldokument des Landesamtes für Denkmalpflege Sachsen. Bei ehemaligen Kulturdenkmalen können die Objektnummern unbekannt sein und deshalb fehlen bzw. die Links von aus der Datenbank entfernten Objektnummern ins Leere führen. Ein ggf. vorhandenes Icon  führt zu den Angaben des Kulturdenkmals bei Wikidata.

## Schedewitz / Geinitzsiedlung
| Bild                                    | Bezeichnung | Lage                                   | Datierung | Beschreibung | ID       |
| --------------------------------------- | --- | -------------------------------------- | --------- | --- | -------- |
| Direkt Bild zu diesem Denkmal hochladen | Wohnhaus in offener Bebauung | Alte Landstraße 5 (Karte)              | 1870      | Verschieferter Fachwerkbau im Schweizer Stil in sehr gutem Originalzustand von baugeschichtlichem Wert. Eingeschossig mit Drempel über rechteckigem Grundriss, Fachwerk verschiefert, Satteldach mit Biberschwanzdeckung und Fledermausgaupen, zweiachsiger Dacherker mit Satteldach und Leergespärre – dieses verziert, Westgiebel ebenfalls mit verziertem Leergespärre, Ostgiebel ursprünglich Brandwand zum gleichgestalteten Nachbargebäude, heute freistehend und verputzt, Gebäude verschiefert mit Spitzwinkel- und Schuppenschablonendeckung in verschiedene Felder unterteilt, über der Haustür halbe Sonne, Datierung im Bereich des Dachstuhles „G.B. 1870“, Teilsanierung 2002. | 09230392 |
| Weitere Bilder                          | Bahndamm mit Bruchsteindurchlass der Arnim’schen Kohlebahn auf dem Abschnitt zwischen »Am Fuchsgraben« und dem Verbindungsweg zwischen Geinitzstraße und Himmelfürststraße                                                                                       | Am Fuchsgraben (Karte)                 | 1884      | Letzte Sachzeugnisse der Arnim'schen Steinkohlenwerke, dem ersten industriellen Bergbauunternehmen und Dampf-Hammerwerkes der Sächsischen Eisenkompagnie in Zwickau, gegründet 1836 durch die Brüder von Arnim des Rittergutes Planitz, dadurch Beginn des massiven Strukturwandels in der Region, bergbaugeschichtliche und ortsgeschichtlicher Bedeutung. Bruchsteinbrücke und Bahndamm, am 15. April 1884 Eröffnung der Kohlebahn zwischen dem Bahnhof und den von Arnim’schen Steinkohlenwerken. Die Strecke verband ursprünglich die Königin-Marien-Hütte, den Heinrich-Schacht sowie den Alexanderschacht mit dem Bahnhof, bereits zu Beginn bis zu acht Kohlezüge pro Tag, nach 1945 nur in Teilen erhalten, bis 1962 noch Reste der Anlage in Betrieb, 1962 Abbau der Gleise, 1964 Abbruch der Brücken, Brücke etwa 27,5 m lang, Höhe von der Gewässersohle bis zur Dammoberkante etwa 11,0 m. | 09231674 |
| Direkt Bild zu diesem Denkmal hochladen | Ziegelei bestehend aus langgestrecktem Ringofen mit achteckigem Schornstein, einschließlich eines Kessel- und Maschinenhauses mit einem weiteren achteckigen Schornstein, sowie einem Ziegeleineubau aus der zweiten Hälfte des 20. Jahrhunderts mit Schornstein | Am Fuchsgraben 40 (Karte)              | um 1900   | Ziegeleistandort bestehend aus Produktionsgebäuden mehrerer Bauphasen, bis 1990 in Betrieb, letzte erhaltene Ziegelei Zwickaus, die von dem Boom des Wohnungsbaus Ende des 19. Jahrhunderts zeugt, ortsgeschichtliche und technikgeschichtliche Bedeutung. Schutzgüter: langgestreckter Ringofen mit flach geneigtem Satteldach, Holzkonstruktion, achteckiger Schornstein zur Ableitung der Heizungsgase, Klinkerbauweise. Kessel- und Maschinenhaus mit achteckigem Schornstein: Klinkerbauweise. Wahrscheinlich noch technische Ausstattung vorhanden | 09231672 |
| Direkt Bild zu diesem Denkmal hochladen | Scheune eines ehemaligen Bauernhofes | Am Fuchsgraben 40a (Karte)             | um 1900   | Gut erhaltener Fachwerkbau, einer der wenigen ländlichen Bauten, die an das Dorf Niederplanitz erinnern, von ortsgeschichtlicher Bedeutung. Eingeschossig, rechteckiger Grundriss, Ziegelsockel, einfaches Fachwerk mit Streben, Holzverbindungen gezapft, große Holztore, Satteldach, ursprünglich zum Ziegeleigrundstück dazugehörig. | 09231673 |
| Direkt Bild zu diesem Denkmal hochladen | Wohnhaus in offener Bebauung | Am Raschberg 12 (Karte)                | 1857      | Markantes Gebäude im Schweizer Stil, singulär in seiner Bauweise, in hervorragendem Bau- und Originalzustand. Eingeschossiger Fachwerkbau mit Drempelgeschoss (ebenfalls Fachwerk), Nordgiebel verschiefert, Traufseite mit offenem Vorbau in Holz-Fachwerkkonstruktion mit Holzbrüstungen und geschnitzten Füllungen, mittig angeordnet, über diesem Vorbau befindet sich auch im Obergeschoss ein erkerartiger Vorbau mit verbretterten Gefachen, dieser wird durch ein flach geneigtes Satteldach abgeschlossen, weite Dachüberstände, verzierte Balkenköpfe im Bereich der Deckenebene und am Dach, alle Fenstereinfassungen des Hauses in Holz, Fensterläden original aus der Bauzeit (um 1890–1905), an den Giebelseiten markante Leergespärre, das Gebäude ist in seiner Gestaltung und künstlerischen Qualität in Zwickau singulär, woraus sich die baugeschichtliche Bedeutung des Hauses ableitet. | 09231096 |
| Direkt Bild zu diesem Denkmal hochladen | Mietshaus in halboffener Bebauung | Äußere Schneeberger Straße 107 (Karte) | 1892      | Mit Laden, traditioneller Putzbau von baugeschichtlichem Wert. Dreigeschossig, sieben Achsen, Erdgeschoss Putzquaderung, teilweise bossiert, Sockel Polygonmauerwerk, Ladeneingang zurückversetzt, seitlich rechts große Tordurchfahrt mit Korbbogenabschluss, links daneben Schaufenster ebenfalls mit Korbbogen, ansonsten im Erdgeschoss Rundbogenöffnungen an Fenster- und Türöffnungen mit Schlussstein, beide Obergeschosse Rechteckfenster mit aufwändigeren Fenstergewänden und Fensterverdachungen auf geschweiften Konsolsteinen, im 2. Obergeschoss waagerechte Fensterverdachungen, im 1. Obergeschoss Dreieckgiebelverdachungen, unterschiedliche, ornamentale Putz-Stuck-Dekorationen, drei Gauben mit Segmentbogenabschluss und Natursteinverblendung mit Zwillingsfenstern, über der Toreinfahrt Schlussstein mit der Bezeichnung EM für den Bauherren Enst Münch, in der Achse über der Durchfahrt Dachaufbau mit originalem Ochsenauge aus Zinkblech, Denkmalwert: baugeschichtlicher Wert, Anmerkung: für die Streichung später vorgesehen, Sanierung 1995. | 09231092 |
| Weitere Bilder                          | Villa (mit wertvoller Innenausstattung), Villengarten, Gärtnerhaus und Einfriedung | Äußere Schneeberger Straße 152 (Karte) | 1871–1872 | Ehemalige Villa des Spinnereibesitzers Aloys Dautzenberg, baukünstlerisch bemerkenswertes Gebäude von Gotthilf Ludwig Möckel in Klinkermischbauweise, von 1930 bis 2014 Kindertagesstätte. Wertvolle Innenausstattung: große Treppenhalle mit zweiläufiger und zweiflügeliger, steinerner Treppe mit durchbrochenen Steinbalustraden, in beiden Etagen Wohnungstüren Eiche, mehrflügelig, teilweise mit Bleiglasfenstern, originalen Beschlägen – nicht überstrichen, ebenso sind sowohl im Erdgeschoss als auch im Obergeschoss alle Zimmertüren erhalten, ebenfalls Eiche, originale Beschläge – ungestrichen, mehrflügelig, im Erdgeschoss wertvolle Wandvertäfelung mit neogotischer Ornamentik, zwei Holzdecken mit Unterzügen erhalten (z. T, farbig gefasst) sowie hölzerner Raumteiler mit Tierköpfen, gewendelte Dienstbotentreppe mit durchbrochenen Setzstufen aus Holz sowie Holzgeländer, in den Eingangsbereichen und Flurbereichen Steinsäulen sowie Parkettböden, Außen: zweigeschossiges Gebäude in Klinkermischbauweise auf unregelmäßigem Grundriss, dem Eingang vorgelagert dreijochige, offene Halle zum Vorfahren für die Autos, Segmentbogenfenster, die Vorhalle mit spitzbogigen Öffnungen, alle Fenstereinfassungen sowie die Bögen der Vorhalle mit Klinkern eingefasst sowie Stützkonstruktionen, im Obergeschoss im Treppenhausbereich Zierfachwerk und großes neogotisches Fenster, die Bleiglasfenster in diesem Bereich nicht erhalten, Eingangstür original, in der Vorhalle Holzdecke mit Hängesäulen in altdeutscher Manier, charakteristisch für Möckels Gestaltungsweise, im Kellerbereich originale Vergitterung, an der Gartenseite im Obergeschoss aufwändiges Zierfachwerk, teilweise mit Andreaskreuzen und Holzsäulen, Streben, Würfelfriesen im Schwellenbereich, Erdgeschoss Klinkermischbau, gleiche Gestaltungsweise wie auf der anderen Seite, beiderseits halbrunde Balkone auf Porphyrsäulen, auch hier im Erdgeschoss Segmentbogenfenster, teilweise als Zwillings- und als Drillingsfenster ausgebildet, Sattel- und Walmdächer, ursprünglich mit Schieferdeckung in Spitzwinkelschablonen mit aufgelegten Orten. Leider sind die beiden Türmchen, der Schwebegiebel, die Bleiverglasung, der Balkon und die mittlere Terrasse an der Südseite bereits verloren gegangen. 1999 Sanierung der Vorfahrt, 2001 Anbau einer Fluchttreppe an der Westseite. Der Denkmalwert des Hauses ergibt sich aus dem hohen baukünstlerischen Wert und der stadtgeschichtlichen sowie baugeschichtlichen Bedeutung. Das Gebäude ist ein typisches Beispiel für Möckels Stilauffassung, indem es in sich die Stilmittel der Neogotik und altdeutscher Bautraditionen wie Fachwerkbauweise, Klinkerbau und Holzdecken miteinander vereint. | 09231094 |
| Direkt Bild zu diesem Denkmal hochladen | Ehemalige Chemische Fabrik | Breithauptstraße 2 (Karte)             | 1810      | Eine der ältesten chemischen Fabrikanlagen Sachsens, heute Stahlhandel, ursprüngliche Vierflügelanlage mit einem Innenhof, heute den neuen Produktionsbedingungen angepasst, von regionalhistorischer Bedeutung. Eine der ältesten chemischen Fabrikanlagen Sachsens, Herstellung von Schweinfurter Grün, Chromgelb, Chromgrün, Zinkfarbe etc. Von der ursprünglichen Vierflügelanlage heute noch drei Flügel erhalten, der hintere Flügel wurde entfernt und eine Stahlhalle angebaut, die sich in den Innenhof hineinschiebt, Straßenfassade zweigeschossiger, breit gelagerter Putzbau mit Mittelrisalit, dort ursprünglich Haupteingang mit waagerechter Türverdachung auf geschweiften Konsolsteinen, verkröpftes Gurtgesims, an den Ecken jeweils Pilaster, im ersten Obergeschoss waagerechte Fensterverdachungen, kleiner Dreieckgiebel über dem Mittelrisalit mit halbrundem Fenster, Seitenflügel der ehem. Vierflügelanlage mit Tordurchfahrten, der hintere Flügel heute nicht mehr erhalten, Farbgebung verändert, Walmdach, im Inneren vollständig überformt, Gebäudekomplex bedeutsam als eine der ältesten, noch erhaltenen Fabrikanlagen in dieser Form sowie von städtebaulicher Bedeutung. | 09230094 |
| Direkt Bild zu diesem Denkmal hochladen | Villa mit Einfriedung | Breithauptstraße 3 (Karte)             | 1900–1901 | Architektonisch aufwändig gestalteter Klinkerbau mit herausragender Jugendstilinnenausstattung. Ehemalige Fabrikantenvilla mit dahinter liegender Fabrik, zweigeschossig, rechteckiger Grundriss, roter Klinker, dekoriert mit rot glasierten Läuferschichten, Segmentbogenfenster in unterschiedlicher Größe mit Überschlaggesims ebenfalls aus rot glasierten Ziegeln, Straßenfassade mit zwei großen Bleiglastreppenhausfenstern mit Jugendstilblumendekoration, Eingangsvorbau mit Sandsteinsäule und Walmdach, im Eingangsbereich Bleiglasfenster mit aufwendigem, bemerkenswerten Eisenziergitter, polygonaler Erker ab erstem Obergeschoss an der Gartenseite, Walmdach sowie Satteldach mit Schopf über den Risaliten und dem Treppenhausvorsprung. Im Inneren sehr gute Originalausstattung mit Holzvertäfelung, Stuckdecken und Parkettfußböden, Türen aus der Erbauungszeit. Reste eines schmiedeeisernen Zaunes. | 09230095 |
| Direkt Bild zu diesem Denkmal hochladen | Wohnhaus, ursprünglich zu einer Fabrik gehörend (vermutlich Beamtenwohnhaus) | Breithauptstraße 5 (Karte)             | um 1925   | Schlichter Klinkerbau, baulich leicht verändert von bauhistorischer Bedeutung mit Toreinfahrt. Eingeschossig, rechteckiger Grundriss, seitlich erkerartiger Vorsprung, einfache Rechteckfenster mit Holzfensterläden, Mansarddach, Schleppgauben. An die im Norden Deutschlands übliche Backsteinbauten erinnernder Heimatstilbau. | 09230096 |
| Weitere Bilder                          | Sachgesamtheit Stadionanlage mit den Einzeldenkmalen: Stadionturm und zwei Eingangsgebäuden (Mannschaftsgebäude und Gaststätte – siehe Einzeldenkmal 09301276, gleiche Anschrift) sowie in den Baukomplex einbezogene Bergbauhalde (Sachgesamtheitsteil)         | Geinitzstraße 22 (Karte)               | 1939      | Zeittypische repräsentative Anlage in sehr gutem Originalzustand von geschichtlicher und baukünstlerischer Bedeutung. Zugangsbereich des Stadions flankiert von zwei eingeschossigen Putzbauten mit Natursteinsockel und Natursteinmauerwerk an den dem Stadioneingang zugewandten Hausecken, mit hohem schiefergedecktem Walmdach mit einzeln stehenden Gauben, diese ebenfalls mit Walmdächern, an diese Bauten schließen sich eingeschossige Verbindungsbauten mit Satteldach an, die in die Stadionkeller und den dort eingerichteten Umkleidekabinen führen, Stadionturm, zentral angeordnet mit großem Durchgang zum Stadioninneren, am Turm Inschrift: „Westsachsenstadion“ und Wappen der Stadt Zwickau, das Wappen wurde nachträglich angebracht, über dem Torbogen des mit Schichtmauerwerk verkleideten Turmes großer repräsentativer Balkon auf Konsolsteinen, beiderseits des Turmes ebenfalls natursteinverkleidete zweigeschossige Funktionsbauten und Tribünenanbauten, beiderseits führen Treppen bzw. Wege zu den Zuschauerrängen. Die Anlage ist an die natürliche Landschaftstopographie angepasst unter Einbeziehung einer historischen Bergbauhalde, die ebenfalls denkmalgeschützt ist, als Beispiel der Architektur des Dritten Reiches von großem baugeschichtlichem Wert, auf Grund der architektonischen Qualität des Bauwerkes auch von baukünstlerischem Wert. Das Stadion wurde unter Einbeziehung von Häftlingen des Zuchthauses Schloss Osterstein errichtet. Beim Bau des Gebäudes wurde Hilbersdorfer Porphyr verwendet. | 09231120 |
| Weitere Bilder                          | Einzeldenkmale in o. g. Sachgesamtheit: Stadionturm und zwei Eingangsgebäude (Mannschaftsgebäude und Gaststätte) | Geinitzstraße 22 (Karte)               | 1939      | Markante Bestandteile des Stadions in sehr gutem Originalzustand von geschichtlicher und baukünstlerischer Bedeutung (siehe auch Sachgesamtheit 09231120, gleiche Anschrift). Zugangsbereich des Stadions flankiert von zwei eingeschossigen Putzbauten mit Natursteinsockel und Natursteinmauerwerk an den dem Stadioneingang zugewandten Hausecken, mit hohem schiefergedecktem Walmdach mit einzeln stehenden Gauben, diese ebenfalls mit Walmdächern, an diese Bauten schließen sich eingeschossige Verbindungsbauten mit Satteldachan, die in die Stadionkeller und den dort eingerichteten Umkleidekabinen führen, Stadionturm, zentral angeordnet mit großem Durchgang zum Stadioninneren, am Turm Inschrift: „Westsachsenstadion“ und Wappen der Stadt Zwickau, das Wappen wurde nachträglich angebracht, über dem Torbogen des mit Schichtmauerwerk verkleideten Turmes großer repräsentativer Balkon auf Konsolsteinen, beiderseits des Turmes ebenfalls natursteinverkleidete zweigeschossige Funktionsbauten und Tribünenanbauten, beiderseits führen Treppen bzw. Wege zu den Zuschauerrängen. Die Anlage ist an die natürliche Landschaftstopographie angepasst unter Einbeziehung einer historischen Bergbauhalde, die ebenfalls denkmalgeschützt ist, als Beispiel der Architektur des Dritten Reiches von großem baugeschichtlichem Wert, auf Grund der architektonischen Qualität des Bauwerkes auch von baukünstlerischem Wert. Das Stadion wurde unter Einbeziehung von Häftlingen des Zuchthauses Schloß Osterstein errichtet. Beim Bau des Gebäudes wurde Hilbersdorfer Porphyr verwendet. | 09301276 |
| Weitere Bilder                          | Denkmal »Bergbauehrung« | Muldestraße (Karte)                    | 1983      | Repräsentatives Denkmal mit umgebender Freifläche zur Erinnerung an den Steinkohlenabbau im Zwickauer Revier von 1348 bis 1978, ortsgeschichtlich von Bedeutung. Denkmal „Bergbauehrung“, 1983 vom Plauener Bildhauer Johannes Schulze geschaffenes Bildwerk, welches an die Geschichte des Steinkohlenabbaus in Zwickau erinnern soll. Kannelierte gedrungene Betonsäule, welche einen Kubus trägt, auf dessen vier Seiten Reliefs angebracht sind. Das Gesamtwerk soll symbolisch das „mächtige Gebirge darstellen, das auf dem bergmännischen Ausbau lastet“. Die Reliefs behandeln einzelne Etappen bzw. Ereignisse der Bergbaugeschichte in Zwickau. Den Anfang des Reliefszyklus bildet das Relief „Die Anfänge des mittelalterlichen Bergbaus“ in Zwickau, welcher erstmals 1348 erwähnt wurde. Das zweite Relief beinhaltet die beginnende Technisierung und die schwere gemeinsame Arbeit der Bergarbeiter. Dargestellt ist in kraftvoller Szene eines sich aufbäumenden Pferdes, welches durch Bergleute bezwungen wird. Die anderen Bergleute schieben vermutlich einen Hunt. Das dritte Relief ist den Gefahren im Bergbau gewidmet. Dargestellt wird ein einstürzender Schacht. Verzweifelt wehren sich Bergleute gegen das Schicksal bzw. helfen sich gegenseitig. Das letzte Relief versinnbildlicht die „Neuzeit und den letzten Ausstieg“, also das Ende des Steinkohlenbergbaus in Zwickau. Neben einer Figurengruppe von vier Bergleuten, welche dem Betrachter den Rücken zukehren und gemeinsam Balken stützen, sind drei dem Betrachter zugewandte Figuren zu sehen, davon ein älterer Bergmann, welcher seinen Ärmel herunterlässt und damit den „Feierabend“ (das Ende des Bergbaus) darstellt. Die neben ihm stehenden jüngeren Kameraden wirken unschlüssig und zweifelnd. Sie sehen für den zaghaften Neuanfang nach dem Ende des Steinkohlenbergbaus in Zwickau. Alle vier Reliefs weisen die gleichen gestalterischen Grundprinzipien auf. Sie werden eingefasst durch kräftige „Stempel“, den oberen Abschluss bilden die sog. Kappen (teils zerberstende Baumstämme). Der Raum ist gefüllt durch Gruppen von Bergmännern in den unterschiedlichsten Haltungen. Das Denkmal gehört zweifelsohne zu den bedeutendsten Arbeiten des Plauener Bildhauers. Auch in Zwickaus Denkmallandschaft kann dieses Bildwerk zu den künstlerisch bedeutsamsten Werken gezählt werden. Neben seiner überregionalen künstlerischen Bedeutung erlangt das Denkmal auf Grund seiner Thematik eine außerordentlich hohe stadtgeschichtliche Bedeutung. Die umgebende gestaltete Freifläche unterstützt die Wirkung des Denkmals und ist damit integraler Bestandteil der Denkmalanlage. (Quelle: Schrifttafeln am Denkmal. LfD/2011)                              | 09303926 |
| Weitere Bilder                          | Denkmal für die Einstellung des Steinkohlenbergbaus und die Umstrukturierung im Zeitraum 1968–1980 | Muldestraße (Karte)                    | bez. 1988 | Leicht überlebensgroße Figurengruppe aus Rochlitzer Porphyrtuff von stadtgeschichtlicher und künstlerischer Bedeutung. 1988 vom Zwickauer Bildhauer Jo Harbort geschaffene Skulptur aus Rochlitzer Porphyrtuff. Darstellung eines Bergmanns mit Grubenlampe und eines Bauarbeiters, beide im ausgebauten Schacht. Die Figuren als Dreiviertelrelief herausgearbeitet. Die Skulptur stellt die Einstellung des Steinkohlenbergbaus in Zwickau und den Umstrukturierungsprozess im Zeitraum 1968 bis 1980 dar, bei welchem über 10 000 Beschäftigte des Steinkohlenbergbaus neue Arbeitsplätze in der Nachfolgeindustrie (u. a. im Baugewerbe) erhielten. Das Denkmal erinnert an einen für die Zwickauer Geschichte überaus bedeutsamen Abschnitt und erlangt damit eine große ortsgeschichtliche Bedeutung. Zugleich kommt der Skulptur auf Grund ihrer künstlerischen Qualität ein künstlerischer Wert zu. (LfD/2011). | 09303925 |
| Weitere Bilder                          | Eiszeit-Markierungsstein | Muldestraße (Karte)                    | 1975–1976 | Geschichtlich von Bedeutung. Illustrationstafel nicht mehr original (mit DDR-Umriss), sondern zwischenzeitlich als Duplikat mit Umriss des Freistaats Sachsen, jetzt wieder originalgetreu mit DDR-Umriss. | 09231537 |
| Direkt Bild zu diesem Denkmal hochladen | Wohnhaus, ursprüngliche Nutzung z. Z. nicht bekannt | Planitzer Straße 4 (Karte)             | um 1900   | Fachwerkklinkerbau in gutem Originalzustand von baugeschichtlicher Bedeutung. Zweigeschossig, rechteckiger Grundriss, Erdgeschoss massiv, Fachwerkobergeschoss mit Ziegelausfachung, große Andreaskreuze gefast, die Balkenköpfe verziert, auch die Sparrenköpfe verziert, Satteldach. | 09230775 |
| Direkt Bild zu diesem Denkmal hochladen | Zwei Wohnhäuser, ursprüngliche Nutzung nicht bekannt, heute Sozialbau und Obdachlosenheim | Planitzer Straße 6; 8 (Karte)          | um 1890   | Zeittypische Gründerzeitgebäude in sehr gutem Originalzustand von bauhistorischer Bedeutung. Nummer 6: rechteckiger Grundriss, zweigeschossig, 7 × 5 Achsen, Lisenengliederung, Satteldach, Segmentbogenfenster, Fenster mit Kunststeineinfassung, Fensterbankgesims erstes Obergeschoss, Nummer 8: Erdgeschoss massiv, Fachwerkobergeschoss mit Ziegelausfachung – Preußisches Fachwerk, Krüppelwalmdach, Gauben mit Krüppelwalmdach. Es ist nicht bekannt, welche Funktion beide Gebäude hatten, an dieser Stelle befand sich ursprünglich ein Bauhof, vermutlich gehörten diese Gebäude auf irgendeine Weise zu diesem Geschäft dazu. | 09231140 |
| Direkt Bild zu diesem Denkmal hochladen | Kirche, Kriegerdenkmal für die Gefallenen des Ersten Weltkrieges und Einfriedung des Kirchhofs | Tonstraße 2 (Karte)                    | bez. 1906 | In ein Stadtquartier eingefügter kleiner Saalbau in sehr gutem Originalzustand von baukünstlerischem und stadtgeschichtlichen Wert. - Kirche: Eingeschossiger Saalbau über unregelmäßigem Grundriss, Sockel Naturstein-Bossenquaderung, Fassade Glattputz, Rundbogenfenster in unterschiedlicher Anordnung und Größe, großes Fenster zum Gemeindesaal, Haus aus verschiedenen Bauformen additiv zusammengefügt, Eingangsbereich mit kleiner einläufiger Treppe und Eisengeländer in sachlich geometrischer Gestaltung, der Eingangsbereich greift ein in einen kleinen Rundturm, der mit Welschen Haube abgeschlossen wird, am Turm ovales liegendes Fenster, Kirchensaal abgeschlossen durch Mansardwalmdach mit polygonalem Dachreiter – ebenfalls mit Welscher Haube und von Kreuz bekrönt, heute neue mehrflüglige sprossengeteilte Holzfenster, die in ihrer Ausführung annähernd dem Original entsprechen. - Einfriedung (Nebenanlage): Eisenzaun in geometrischer Gliederung, Granitsockel. - Kriegerdenkmal: einfacher Stein (Granit) mit Bronzetafel, diese u. a. bezeichnet „1914, 1918“, „Von unseren Turnbrüdern/starben den Heldentod für’s/Vaterland ... (Namen...) Ehre ihren Andenken!/Gewidmet vom Turnverein/Schedewitz/D.T.“ | 09231118 |
| Weitere Bilder                          | Überdachte Holzbrücke mit Holzröhren für die Trinkwasserzuleitung | Uhdestraße (Karte)                     | 1790      | Stadtgeschichtliche Bedeutung. Die erste Erwähnung ist von 1533. In der heutigen Form entstand die Brücke 1790. | 09231603 |
| Direkt Bild zu diesem Denkmal hochladen | Fabrikgebäude der ehemaligen Dampfwaschanstalt | Uhdestraße 23 (Karte)                  | 1899      | Traditioneller Klinkerbau von baugeschichtlichem Wert. Dreigeschossiges Klinkergebäude mit unterschiedlich hoch ausgebildeten Etagen, auf rechteckigem Grundriss, Industrieverglasung nicht mehr erhalten, flaches Satteldach, Lisenengliederung, später Streichung vorsehen, teilweise Zahnschnittfries, schmiedeeiserne Maueranker. | 09230970 |